# Eclipse de Tales

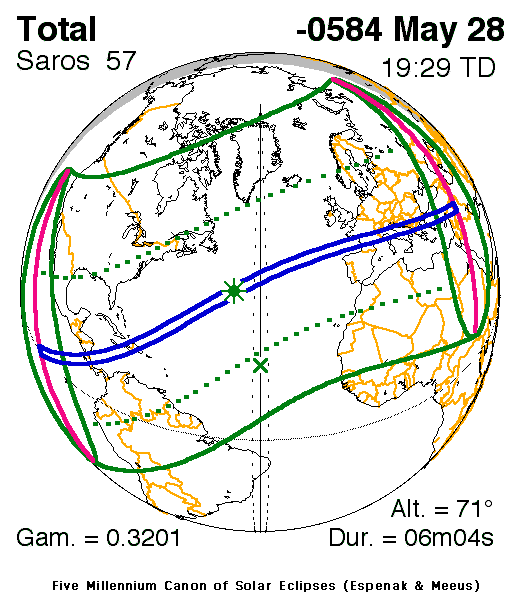
Eclipse ocorreu em 28 de maio de 585 a.C.

O eclipse de Tales foi um eclipse solar que foi, de acordo com Histórias de Heródoto, previsto com precisão pelo filósofo grego Tales de Mileto. Se o relato de Heródoto estiver correto, este eclipse é o mais antigo registrado como sendo conhecido antes de sua ocorrência. Muitos historiadores acreditam que o eclipse previsto foi o eclipse solar de 28 de maio de 585 a.C. Como exatamente Tales previu o eclipse permanece incerto; alguns estudiosos afirmam que o eclipse nunca foi previsto. Outros argumentaram por datas diferentes, mas apenas o eclipse de 28 de maio de 585 a.C. corresponde às condições de visibilidade necessárias para explicar o evento histórico.
De acordo com Heródoto, o aparecimento do eclipse foi interpretado como um presságio e interrompeu uma batalha em uma guerra de longa data entre os medos e os lídios. A luta parou imediatamente e eles concordaram com uma trégua. Como os astrônomos podem calcular as datas dos eclipses históricos, Isaac Asimov descreveu essa batalha como o primeiro evento histórico cuja data é conhecida com precisão até o dia e chamou a previsão de "o nascimento da ciência".